# Chaetodipus artus
Chaetodipus artus är en däggdjursart som beskrevs av Wilfred Hudson Osgood 1900. Chaetodipus artus ingår i släktet Chaetodipus och familjen påsmöss. IUCN kategoriserar arten globalt som livskraftig. Inga underarter finns listade i Catalogue of Life.
Denna gnagare förekommer i nordvästra Mexiko. Habitatet utgörs av landskap med sandig jord och flera klippor. Ofta finns träd eller buskar av släktet Prosopis i utbredningsområdet. Arten uppsöker även jordbruksmark.